# Amphoe Phu Khiao
Amphoe Phu Khiao (Thai: อำเภอ ภูเขียว) ist ein Landkreis (Amphoe – Verwaltungs-Distrikt) im Norden der Provinz Chaiyaphum. Die Provinz Chaiyaphum liegt in der Nordostregion von Thailand, dem so genannten Isan.

## Geographie
Die Nachbarbezirke sind im Uhrzeigersinn von Norden startend: Amphoe Chum Phae der Provinz Khon Kaen sowie die Amphoe Ban Thaen, Kaeng Khro, Kaset Sombun und Khon San in der Provinz Chaiyaphum.

## Geschichte
Phu Khiao war in der frühen Rattanakosin-Periode ein Stadtstaat (Mueang), dessen Zentrum in Ban Mueang Kao im heutigen Amphoe Kaset Sombun lag. Später verlagerte sich das Zentrum nach Ban Kut Chueak, noch später nach Ban Non Salao.
Während der Thesaphiban-Verwaltungsreform wurde Mueang Phu Khiao 1899 zu einem Amphoe der Provinz Chaiyaphum herabgestuft. Später wurde er nach dem zentralen Tambon in Phak Pang umbenannt und im Jahr 1939 wieder zurück in Phu Khiao.

## Sehenswürdigkeiten
- Phrathat Nong Sam Muen (auch: „Phra That Nong Sam Mun“, Thai: พระธาตุหนองสามหมื่น) – buddhistischer Tempel (Wat) im Tambon Ban Kaeng mit einer angeblich 500 Jahre alten Chedi, die hier That (ธาตุ, wörtl.: Reliquie) genannt wird. Möglicherweise soll sie auch aus der gleichen Zeit stammen, wie der Wat Phra That Phanom. Weiterhin gibt es eine große liegende Buddha-Statue und mehrere Statuen der thailändischen Mythologie.

## Verwaltung

### Provinzverwaltung
Der Landkreis Phu Khiao ist in elf Tambon („Unterbezirke“ oder „Gemeinden“) eingeteilt, die sich weiter in 152 Muban („Dörfer“) unterteilen.
| Nr. | Name           | Thai       | Muban | Einw.  |
| --- | -------------- | ---------- | ----- | ------ |
| 1.  | Phak Pang      | ผักปัง       | 17    | 24.138 |
| 2.  | Kwang Chon     | กวางโจน    | 18    | 11.552 |
| 3.  | Nong Khon Thai | หนองคอนไทย | 15    | 11.104 |
| 4.  | Ban Kaeng      | บ้านแก้ง     | 21    | 14.431 |
| 5.  | Kut Yom        | กุดยม       | 09    | 05.280 |
| 6.  | Ban Phet       | บ้านเพชร    | 06    | 08.910 |
| 7.  | Khok Sa-at     | โคกสะอาด   | 16    | 08.993 |
| 8.  | Nong Tum       | หนองตูม     | 13    | 11.418 |
| 9.  | O Lo           | โอโล       | 13    | 09.489 |
| 10. | That Thong     | ธาตุทอง     | 13    | 13.293 |
| 11. | Ban Don        | บ้านดอน     | 11    | 06.119 |

### Lokalverwaltung
Es gibt vier Kommunen mit „Kleinstadt“-Status (Thesaban Tambon) im Landkreis:
- Ban Kaeng (Thai: เทศบาลตำบลบ้านแก้ง) besteht aus dem ganzen Tambon Ban Kaeng.
- That Thong (Thai: เทศบาลตำบลธาตุทอง) besteht aus dem ganzen Tambon That Thong.
- Ban Phet Phu Khiao (Thai: เทศบาลตำบลบ้านเพชรภูเขียว) besteht aus Teilen des Tambon Ban Phet.
- Phu Khiao (Thai: เทศบาลตำบลภูเขียว) besteht aus Teilen des Tambon Phak Pang.

Außerdem gibt es neun „Tambon-Verwaltungsorganisationen“ (องค์การบริหารส่วนตำบล – Tambon Administrative Organizations, TAO):
- Phak Pang (Thai: องค์การบริหารส่วนตำบลผักปัง)
- Kwang Chon (Thai: องค์การบริหารส่วนตำบลกวางโจน)
- Nong Khon Thai (Thai: องค์การบริหารส่วนตำบลหนองคอนไทย)
- Kut Yom (Thai: องค์การบริหารส่วนตำบลกุดยม)
- Ban Phet (Thai: องค์การบริหารส่วนตำบลบ้านเพชร)
- Khok Sa-at (Thai: องค์การบริหารส่วนตำบลโคกสะอาด)
- Nong Tum (Thai: องค์การบริหารส่วนตำบลหนองตูม)
- O Lo (Thai: องค์การบริหารส่วนตำบลโอโล)
- Ban Don (Thai: องค์การบริหารส่วนตำบลบ้านดอน)